# Московский банковский союз
Моско́вский ба́нковский сою́з (сокр. МБС) — старейшее региональное банковское объединение России.
При непосредственном участии союза была создана национальная банковская ассоциация — Ассоциация российских банков.

## История
Процесс приватизации в банковской системе шел по двум направлениям. С одной стороны, с 1988 года по инициативе самих акционеров стали зарождаться первые кооперативные или паевые банки. С другой стороны, примерно через год после этого, правительство Н. И. Рыжкова издало постановление, в соответствии с которым бывшие отделения Государственного банка превращались в коммерческие банки. Поскольку именно в Госбанке были сконцентрированы и вся инфраструктура, и кадры, именно на базе его отделений и филиалов создавались новые банки, для чего подыскивались акционеры или пайщики. Однако, с первых же дней после своего создания банки столкнулись с трудностями. Но решение всех возникающих перед ними проблем госбанк возложил на их собственные плечи.
Тогда для решения своих проблем банки (а их только в Москве было уже 13) решили объединиться в Московский банковский союз. Инициатором создания союза стал Владимир Викторович Виноградов. В 1989 году В. В. Виноградов пришел к советнику Госбанка СССР (ранее управляющему Российской конторой Госбанка СССР) С. Е. Егорову и передал мнение начальника Главного управления Госбанка по Москве К. Б. Шора, в соответствии с которым, С. Е. Егоров должен был возглавить создаваемое банковское сообщество, который и занял эту должность в марте 1990 года, сменив Валерия Гугнина.
8 августа 1989 года состоялось общее собрание московских банков. В ходе этого собрания был учреждён Московский банковский союз — негосударственная некоммерческая организация. Первыми банками, получившими в 1989 году свидетельства о приёме в МБС, были Инкомбанк, Автобанк, Конверсбанк, Нефтехимбанк, Станкинбанк, банк «Центрокредит», Морбанк, банк «Стройкредит», Росремстройбанк.
Деятельность организации с первых дней своего создания была направлена на выражение и отстаивание интересов своих членов — коммерческих банков московского региона. Если на 15 августа 1989 года членами Московского банковского союза было 13 банков, то уже к началу 1990 года их число составило 26, на 1 января 1991 года насчитывалось 55 членов МБС, а к концу 2000 года членами МБС стали 262 банка и 85 небанковских организаций, деятельность которых связана с функционированием московской банковской системы.
Союз действует до настоящего времени.